# Krzysztof Pyzia

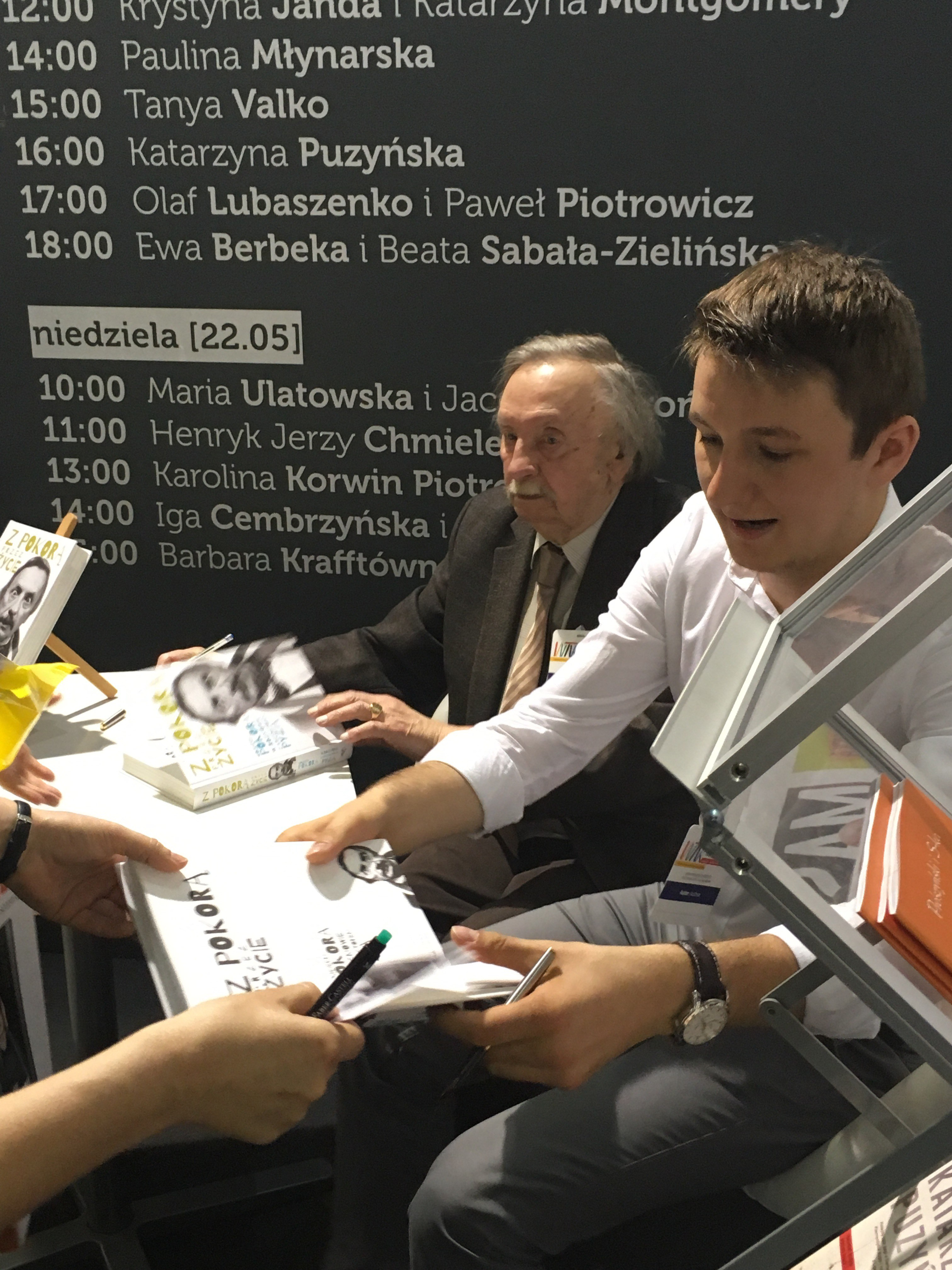
Krzysztof Pyzia i Wojciech Pokora w trakcie Warszawskich Targów Książki. Podpisywanie książki Z Pokorą przez życie.

Krzysztof Pyzia (ur. w Trzebiatowie) – polski dziennikarz, pisarz, autor książek, będących wywiadami-rzekami z Wojciechem Pokorą, Jerzym Dziewulskim, Kajetanem Kajetanowiczem i kabaretem Neo-Nówka, wydanych nakładem wydawnictwa Prószyński Media. Autor poczytnych książek historycznych, w tym "Wyszło jak zwykle... Rozbrajająca historia Polski". Dziennikarz Radia ZET, Playboya i Tygodnika Angora. Absolwent Uniwersytetu Warszawskiego. Autor bloga Kto Pyzia, nie błądzi.
Zasiadał w Młodzieżowej Radzie Miasta Kołobrzeg, pełniąc w niej funkcję rzecznika prasowego, a następnie przewodniczącego. Był także wielokrotnie posłem na Sejm Dzieci i Młodzieży.

## Utwory
- 2015: Z Pokorą przez życie – wywiad-rzeka z Wojciechem Pokorą[6][7]
- 2016: Neo-Nówka. Schody do nieba – wywiad-rzeka z kabaretem Neo-Nówka[8][9]
- 2017: Jerzy Dziewulski o polskiej policji – wywiad-rzeka z Jerzym Dziewulskim[10]
- 2017: Kajto. Jadę po swoje – wywiad-rzeka z Kajetanem Kajetanowiczem[11]
- 2018: Jerzy Dziewulski o terrorystach w Polsce – wywiad-rzeka z Jerzym Dziewulskim[12]
- 2019: Ile oni wiedzą o Tobie? Szpiedzy i podsłuchy w Polsce – wywiad-rzeka z Brunonem Kowalskym[13]
- 2019: Jerzy Dziewulski o kulisach III RP - wywiad-rzeka z Jerzym Dziewulskim[14].
- 2021: Stewardesy. Cała prawda o lataniu[15]
- 2024: Wyszło jak zwykle... Rozbrajająca historia Polski[16]
- 2024: Spowiedź szlachciców 1670. Szczera rozmowa z najgorszym królem Polski (tak, tym!)[17]
- 2024: Wojna okiem generała[18]
- 2025: Ze mną się nie napijesz? Imprezowa historia Polski

## Nagrody
- 2016: Henryki 2016 w kategorii Super Absolwent[19]
- 2017: Nominacja do nagrody Pegaz Kultury 2017[20]
- 2018: Nominacja do nagrody Osobowość Roku 2017[21]
- 2018: Nominacja do nagrody Pegaz Kultury 2018[22]
- 2018: Ambasador Powiatu[23]